# 桃乃かおり
桃乃 かおり（ももの かおり、1983年8月10日 - ）は、日本の元AV女優。

## 経歴
2003年にAVデビュー。同年に引退した。
その後2005年に「葵 みんと」という名前で期間限定で復活した。
桃乃かおりという同名の女優がいる。

## 作品

### アダルトビデオ
桃乃かおり 名義
- 春感娘 Part.1（2003年4月1日、オーロラプロジェクト）
- 春感娘 Part.2（2003年4月1日、オーロラ・プロジェクト）
- 女体実験室 VOL.5 〜新人拘束調教〜（2003年5月1日、バニーズバニー）
- 淫行の扉（2003年6月20日、グローバルメディアエンタテインメント）
- 昭和と少女と蔵と近親（2003年6月20日、グローバルメディアエンタテインメント）
- 恥悦少女 12（2003年8月8日、プールクラブ）
- いけない女子校生（2003年9月5日、桃太郎映像出版）
- 女医と看護婦の痴女集団に異常な治療をされてみませんか?（2003年9月10日、ドグマ）
- ニンフ・ラヴァーズ（2003年9月11日、オーロラ・プロジェクト）
- PENIBAN★STYLE[舐めずり女とペニバン男。（2003年10月3日、ドリームチケット）オムニバス作品
- Mrs.裸エプロン[ラブ?ラブ?猥褻ブランチ]（2003年10月3日、ドリームチケット）オムニバス作品
- 義妹の部屋 03（2003年11月7日、ドリームチケット）オムニバス作品
- 女子校生 初めてのレズ（2003年11月20日、笠倉出版社）
- 女遊戯〜恥辱の館〜（2003年、アートモデルズ）
- オナニー4時間 痴女優コレクション（2004年7月23日、笠倉出版社）オムニバス作品

他多数出演
葵みんと 名義
- ペパーミント・スペシャル 葵みんと（2005年1月27日、オーロラ・プロジェクト）
- セクシャルミント・スペシャル 葵みんと 2（2005年2月11日、オーロラ・プロジェクト）
- 素人ギャルズ [LEVEL A] VER.18（2005年4月22日、アリスJAPAN）オムニバス作品
- 絶対服従 〜被虐運命に逆らえない女達〜 （2008年2月28日、アレックス）オムニバス作品